# Julius John
Julius John (geboren 13. Januar 1879 in Glieden, Bezirk Komotau (Königreich Böhmen), Österreich-Ungarn; gestorben 28. April 1957 in Groß-Bieberau) war ein sudetendeutscher tschechoslowakischer Gewerkschafter.

## Leben
Julius John war Zentralsekretär des „Verbandes der chemischen Arbeiter“ mit Sitz in Aussig und dadurch Mitglied der Zentralgewerkschaftskommission des Deutschen Gewerkschaftsbundes der Tschechoslowakei. Er wurde 1919 Mitglied der Deutschen sozialdemokratischen Arbeiterpartei in der Tschechoslowakischen Republik (DSAP) und Listenkandidat bei der ersten Nationalratswahl. Im Jahr 1925 wurde er kurz vor Ende der Legislaturperiode Nachrücker. Auch bei den nächsten Parlamentswahlen stand er jeweils auf einem der hinteren Listenplätze, kam aber nicht noch einmal zum Zuge, zumal die DSAP Stimmen und Mandate verlor.
Nach Ende des Zweiten Weltkriegs wurde John aus der Tschechoslowakei vertrieben und ging nach Deutschland. 